# عيسى عبد اللاوي
عيسى عبد اللاوي سياسي جزائري، شغل منصب وزير الموارد المائية بحكومة بن فليس الثانية.